# Química del Estroncio
Química del Estroncio es una empresa española perteneciente al sector de la industria química, que opera desde 1996. En la actualidad constituye una sociedad filial del grupo Fertiberia, estando dedicada a la fabricación y comercialización del estroncio y productos derivados.

## Historia
La sociedad Química del Estroncio fue fundada en 1996 por la empresa estatal Minas de Almadén y Arrayanes (MAYASA), estando dedicada inicialmente al refinado de la denominada celestina, una variedad del sulfato de estroncio con diversas aplicaciones en el campo de la industria. En el año 2000 la empresa puso en marcha en Cartagena una planta de producción de carbonato de estroncio con una capacidad de 35.000 terapascales. Las instalaciones se encontraban situadas en el valle de Escombreras, junto a otras importantes industrias de la zona. En 2002 el grupo Fertiberia se hizo con la propiedad de la empresa, tras adquirir el 51% del capital que estaba en manos de la Sociedad Estatal de Participaciones Industriales (SEPI).